# Михо Дуков
Михо Иванов Дуков е български състезател по борба свободен стил.

## Биография
Роден е на 29 октомври 1955 година в град Шивачево.
На летните олимпийски игри в Москва 1980 печели сребърен медал в категория до 62 кг. Трикратен европейски шампион от София (1978), Букурещ (1979), Лодз (1981). Двукратен европейски вицешампион – през 1975 и 1977 г. Става носител на златния пояс на Дан Колов през 1977 г. 
Осъден е през 1981 година за изнасилване и излежава присъдата си, след което се завръща в борбата като треньор.
Към 2024 година е треньор на  СК “ЦСКА Янчо Патриков”